# Hock
Hock est un village du Cameroun, rattaché à la commune de Nyanon, situé dans le département de la Sanaga-Maritime et la région du Littoral, après le village de Kaï.

## Population et développement
En 1967, la population de Hock était de 78 habitants, essentiellement des Bassa. La population de Hock était de 254 habitants dont 135 hommes et 119 femmes, lors du recensement de 2005.  